# Полівара Віктор Дем'янович
Ві́ктор Дем'я́нович Полівара (нар. 16 січня) — заслужений тренер України.

## З життєпису
Тренер-викладач вищої категорії з веслування на байдарках і каное ДЮСШ № 1 в Крюкові. Входить до тренерського складу команди веслувальників Полтавської області.